# Белет
Белет, Билет (англ. Beleth, Bilet, Bileth, Byleth) — в демонологии, один из царей ада, командующий восемьюдесятью пятью легионами демонов.

## Происхождение
Согласно «Pseudomonarchia Daemonum» Вейера, Белет является королём ада, двадцать первым по счёту демоном. А по иерархии демонов «Гоетии» («Малый ключ Соломона»), Белет — тринадцатый, и наряду с Велиалом, Гаапом и Асмодеем — главнейший в списке 72-х духов Соломона.
По гримуару «Pseudomonarchia Daemonum», первым, кто вызвал Белета (после потопа), был Хам, сын Ноя. При помощи Белета Хам даже написал книгу по математике.

## Внешний вид
Согласно описанию в гримуарах, Белет едет на палевой лошади, предвещая его приближение, трубят трубы и играют различные музыкальные инструменты. Также Белет имеет огненное дыхание, в результате чего заклинатель, чтобы защититься от него, должен иметь на среднем пальце левой руки серебряное кольцо (если заклинатель будет держать это кольцо перед своим лицом, то дыхание Белета не причинит вреда).

## Особенности
Хотя Белет описывается как свирепый дух и могущественный король, к его особенностям относят лишь способность вызывать любовь, по желанию заклинателя, во всех её проявлениях.
Согласно трактату «Божественные имена» Псевдо-Дионисия (IV век нашей эры), где приведена классификация демонов по чинам, Белет принадлежит ко второму лику, а именно Чину Властей.

## В культуре
- Согласно легендам о кузнеце Велунде (англ. Weyland), им было выковано семь магических мечей для битвы Света и Тьмы. Один из них был назван — Белет (Beleth)[4].
- В 1997 году Steve Jackson Games выпустила RPG «Призыв» (англ. In Nomine), где Белет представлен демонессой, Принцессой кошмаров, любовницей Архангела Сновидений до восстания (сюжет игры основан на противостоянии ангелов и демонов).
- В игре «Heroes of Might and Magic V» Белет, или по игре — Кха-Белет, является Властелином демонов.
- В MMORPG «Lineage II», Белет (Beleth, распространён вариант Белеф) — один из боссов игры, могущественный Тёмный маг[5].
- В TRPG «Fire Emblem: Three Houses» имя по умолчанию для протагониста игры — Байлет (Byleth).